# Toquí de mig collar
El toquí de mig collar (Arremon semitorquatus) és un ocell de la família dels passerèl·lids (Passerellidae).

## Descripció
Bec bicolor (negre a dalt i groc brillant a sota) i taques negres a banda i banda del pit. El cap negre contrasta amb una cella blanca estreta i un clatell gris. Verd oliva per sobre i en gran part blanc per sota amb els flancs grisos.

## Hàbitat i distribució
Habita en el sotabosc dels boscos humits subtropical o tropical i antics boscos molt degradats, a les terres baixes del sud-est del Brasil.